# Pomme d'api
Pomme d'api (título original en francés; en español, Manzana de api) es una opereta en un acto con música de Jacques Offenbach y libreto en francés de Ludovic Halévy y William Busnach.

## Historia
Offenbach había oído a Louise Théo cantando en un café-concierto en París y aunque su voz no era poco interesante, su presencia escénica le hizo decidir centrar su siguiente obra escénica alrededor de ella. Los ensayos de la ópera tuvieron lugar durante el verano de 1873 en la 'Villa Orphée' de Étretat que Offenbach había construido con los derechos de Orphée aux Enfers. El éxito de Théo en Pomme d'api estimuló a Offenbach a crear una obra de gran longitud alrededor de ella para el Renaissance. En siete semanas compuso La jolie parfumeuse, que, como la pieza de un solo acto, se adaptaba perfectamente a su talento.
El estreno tuvo lugar el 4 de septiembre de 1873 en el Théâtre de la Renaissance, París, en un programa doble con La permission de dix heures. El 20 de abril de Pomme d'api se vio en el Théâtre des Bouffes-Parisiens en un programa con Les rendez-vous bourgeois y La chanson de Fortunio y tuvo una temporada de 60 representaciones. En 1877 se representó en el Theater an der Wien. No se vio en París de nuevo hasta el año 1900 cuando 60 representaciones se dieron en el Bouffes-Parisiens. Siete grabaciones diferentes se retransmitieron por la radio nacional francesa entre 1945 y 1974.
Una reposición (emparejada con M. Choufleuri restera chez lui le...  y Mesdames de la Halle) se montó en la Opéra-Comique en 1979 y grabado en la Salle Garnier, Montecarlo en septiembre de 1982. La pieza se vio en Bolonia y Jesi en 2010.
En las estadísticas de Operabase aparece con sólo 3 representaciones en el período 2005-2010. 